# 세계 말라리아의 날

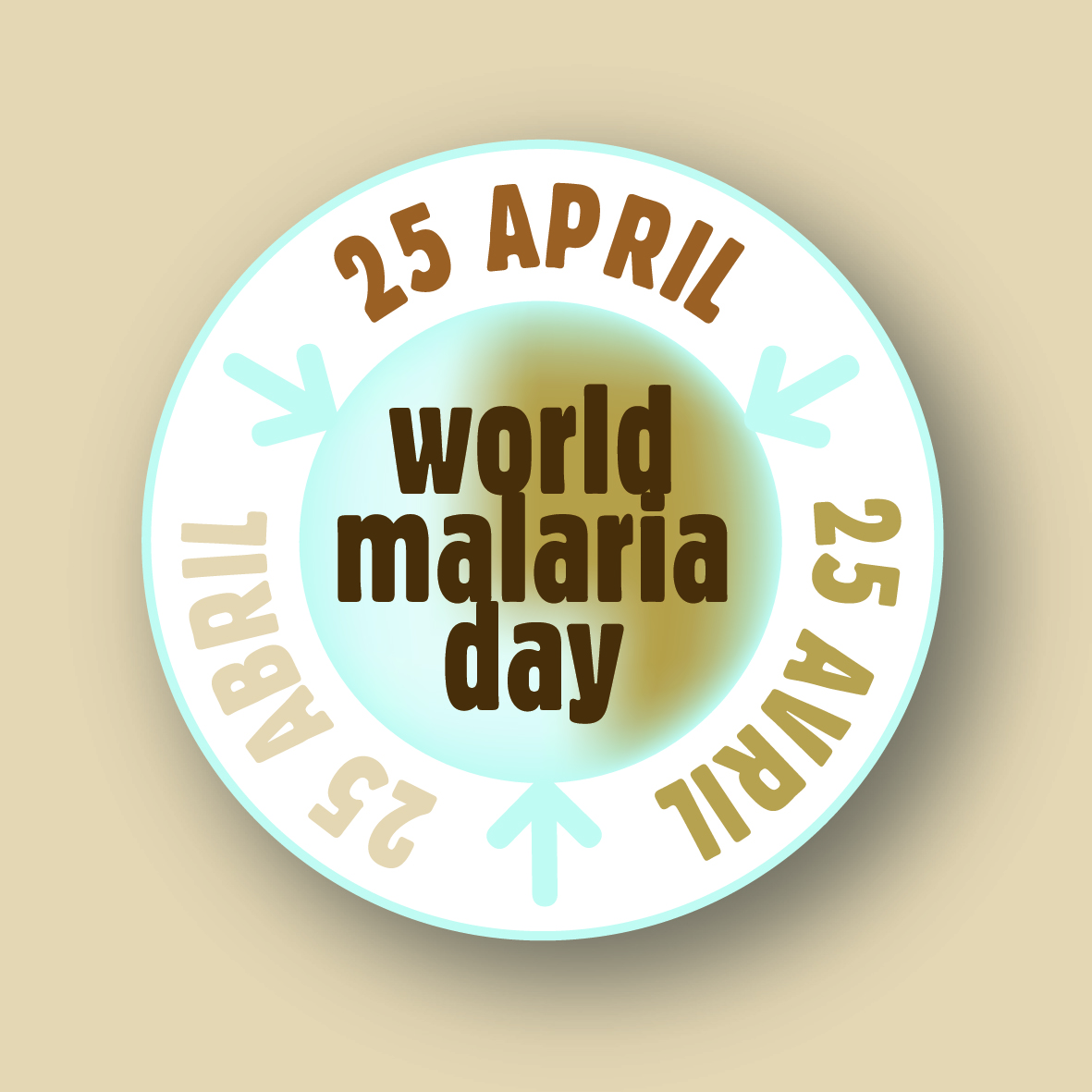

세계 말라리아의 날(World Malaria Day, WMD)은 매년 4월 25일을 기념하는 국제 기념일로, 말라리아를 통제하려는 전 세계적인 노력을 기념한다. 전 세계적으로 106개국 33억 명의 사람들이 말라리아에 걸릴 위험에 처해 있다. 2012년 말라리아로 인해 약 627,000명이 사망했으며, 대부분이 아프리카 어린이들에게서 발생했다. 아시아, 라틴아메리카, 그리고 그 정도는 덜하지만 중동과 유럽 일부 지역도 영향을 받는다.
세계 말라리아의 날은 아프리카 말라리아의 날을 기념하기 위한 아프리카 대륙 전역의 노력에서 탄생했다. 대량살상무기(WMD)는 세계 보건의 날, 세계 헌혈자의 날, 세계 예방접종 주간, 세계 항생제 인식 주간, 세계 환자 안전의 날, 세계 결핵의 날, 세계 샤가스병의 날, 세계 금연의 날, 세계 간염의 날, 세계 에이즈의 날과 함께 현재 세계보건기구(WHO)가 지정한 11개의 공식 글로벌 공중보건 캠페인 중 하나이다.
가장 최근의 세계 말라리아 보고서(World Malaria Report)에 따르면, 2015년 전 세계 말라리아 사망자 수는 429,000명, 신규 사례는 2억 1,200만 명에 달했다. 신규 말라리아 사례는 2010년에서 2015년 사이 전 세계적으로 21% 감소했고, 말라리아 사망률은 29% 감소했다. 같은 기간에 퍼센트. 사하라 이남 아프리카에서는 발병률과 사망률이 각각 21%와 31% 감소했다.